# Boğakale, Narman
Boğakale là một xã thuộc huyện Narman, tỉnh Erzurum, Thổ Nhĩ Kỳ. Dân số thời điểm năm 2011 là 192 người.